# 东安县 (河北省)
东安县，明朝时设置的县。今屬河北省廊坊市。
元朝时为东安州。明朝洪武元年（1368年）十二月，降东安州为县，属顺天府。洪武三年（1370年），移治。清朝时仍属顺天府。民国初年，复置安次县。